# Hans Memling

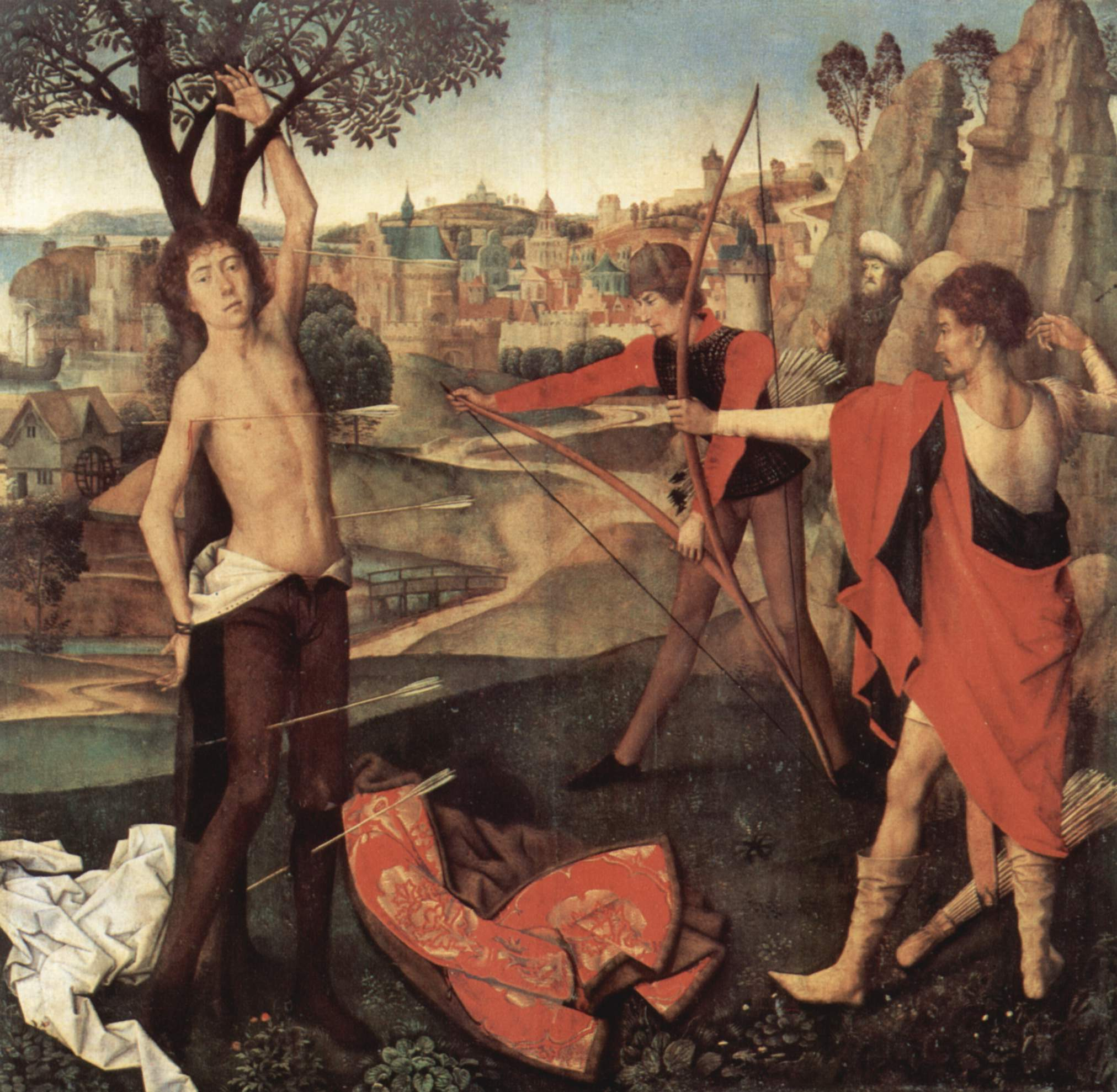
Hans Memling – Den helige Sebastians martyrium (cirka 1470-1480). Musées Royaux des Beaux-Arts, Bryssel

Hans Memling, eller Hans Memlinc, född cirka 1435 i Seligenstadt i närheten av Frankfurt am Main, död 11 augusti 1495 i Brygge, var en flamländsk renässansmålare av tyskt ursprung.
Om hans tidigare utveckling är ingenting känt. Så vitt man kunnat finna, synes hela hans utvecklingsgång falla inom det nederländska måleriet. Möjligt är dock att han, som Guicciardini och Vasari uppger, var lärjunge till Rogier van der Weyden, men minst lika sannolikt är att han var en utlöpare ur Dirk Bouts skola.

## Biografi

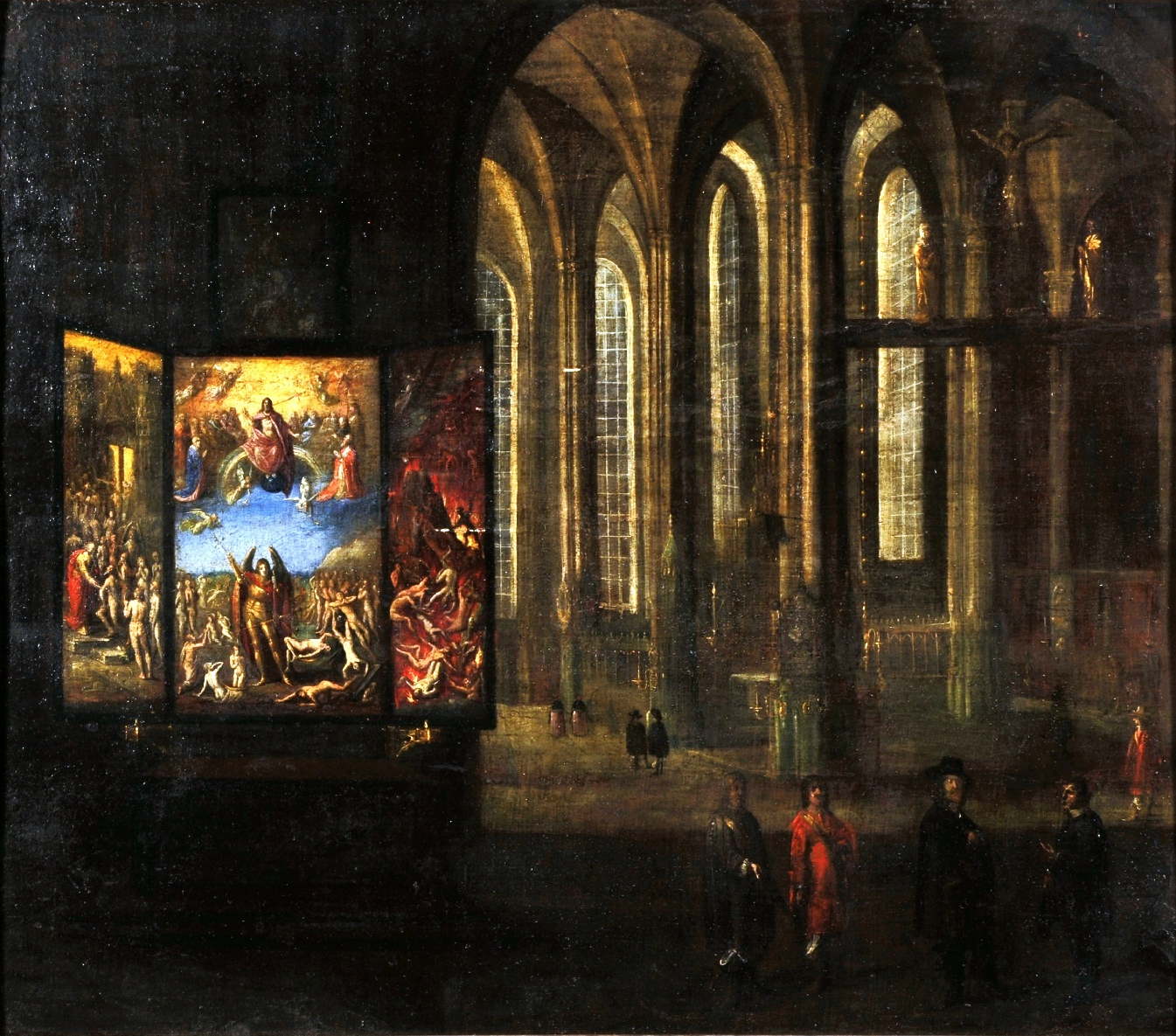
Yttersta domen, Gdańsk

Omkring 1467 bosatte sig Memling i Brygge. Visserligen anträffas inte hans namn i målargillets liggare, men detta har man sökt förklara så, att han, som då förmodligen stod i Karl den djärves tjänst, inte hade någon skyldighet att låta skriva in sig i gillet. Som mästarens tidigaste kända verk betraktas Sir John Donne of Kidwellys altare, i hertigens av Devonshire samling på Chatsworth. Denna triptyk utfördes omkring 1468. Omgiven av musicerande änglar och helgon sitter i en hall, som lämnar utsikt över ett landskap, under en guldstickad baldakin Maria med Jesusbarnet, inför vilka sir John och hans maka knäböjer. Redan i detta ungdomsverk visar Memling i såväl uppfattning som teknik sin egenart. Den praktfulla iscensättningen, som synes avspegla det då florerande burgundiska hovlivets yppighet, tycks antyda att Memling i början av sin bana stod i höga herrars tjänst – senare vigde han sin konst förnämligast åt Bruges’ patricier samt Johannes-hospitalets systrar och bröder. Från några år senare, 1471, daterar sig en ännu berömdare triptyk, Yttersta domen, som, beställd av den florentinske köpmannen Jacopo Tani, 1473 under transport till Italien togs av ett kaparskepp från Danzig, vars Mariakyrka den trots sitt illa medfarna skick (den är mycket påmålad) världsberömda altartavlan ännu smyckar. Tavlan vittnar om, att den ännu unge Memlings namn redan trängt över Alperna. Den behandlar ett inom den nederländska målarskolan ofta utnyttjat motiv, men mästarens konst betecknar här ett betydande framsteg, den löser sig ur medeltidens fjättrar, ännu synliga i till exempel Rogier van der Weydens stelare behandling av samma ämne. Den fylls av ett högre liv och framträder i en friare komposition, men på samma gång i helgjutenhet, till skillnad från föregångarnas oförmåga att sammanhålla de rika detaljskildringarna.

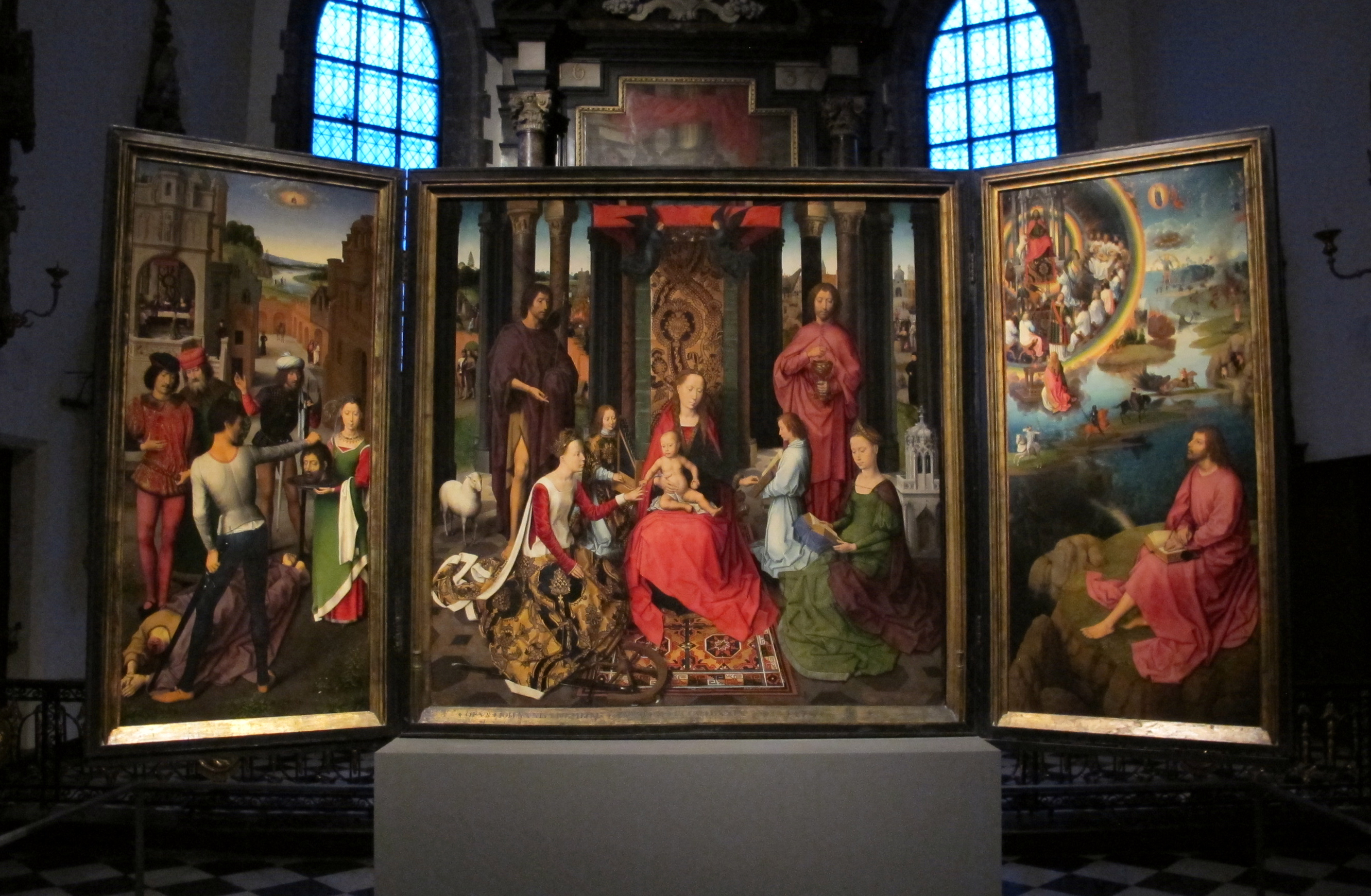
Johannesaltaret, Brygge

En av de berömdaste bland Memlings religiösa framställningar – jämte bröderna van Eycks Gent-altare och Hugo van der Goes’ Portinari-altare kanske den gammal-nederländska konstens mest firade verk – är hans för Johannes-hospitalet i Bruges 1479 utförda altare med ämnet Den heliga Katarinas förlovning med Jesusbarnet, Johannes-altaret kallat, emedan det invigdes åt Johannes evangelisten och Johannes döparen. Detta mästarens väl yppersta verk bottnar visserligen i gammalnederländska traditioner, men formar sig på samma gång till en ny stil, och aldrig har hans madonnor och helgon omsvävats av en sådan idyllisk ro och fyllts av en så ren poetisk stämning som här. Från omkring 1488 härstammar hans likaledes berömda Den heliga Ursulas relikskrin i samma hospital, i form av en liten gotisk kyrka med torn, på alla sidor, till och med på taket, uppfylld av bilder ur helgonets liv. Till dessa Memlings religiösa kompositioner sluta sig åtskilliga andra i samma Johannes-hospital i Bruges, i Mariakyrkan i Lübeck, i museerna i München, Turin, Wien, Florens och London med flera. I Skandinavien finns inget arbete av hans hand – inte ens något av hans förträffliga porträtt, bland vilka som några av de yppersta må nämnas Martin Nieuwenhoves på en diptyk i Johannes-hospitalet i Brygge, Willem Moreels och hans makas i Bruxelles, Niccolo Spinellis i Antwerpen, bilden av en gammal man i Berlin, med flera. Memlings egna drag tror man sig skönja i en bakgrundsfigur i triptyken på Chatsworth.
Asteroiden 9562 Memling är uppkallad efter honom.